# Scotopteryx horismodes
Scotopteryx horismodes är en fjärilsart som beskrevs av Louis Beethoven Prout 1913. Scotopteryx horismodes ingår i släktet backmätare, och familjen mätare. Inga underarter finns listade.